# Amorphoscelis tuberculata
Amorphoscelis tuberculata es una especie de mantis de la familia Amorphoscelidae.

## Distribución geográfica
Se encuentra en Namibia, Mozambique, Transvaal y  Zimbabue.